# Агрополітех
ТОВ Агрополіте́х — один з лідерів-постачальників промислової компресорної і вакуумної техніки в Україні. Дилер CompAir в Україні — одного з найбільших виробників обладнання для стиснення повітря і газів.
Пропонує компресори: ґвинтові, поршневі, ротаційні, безмасляні, високого тиску, пересувні. Постачає також вакуум-насоси, осушувачі, фільтри, ресивери і відділювачі конденсату.